# Cayor
El Regne del Cayor o Kadior fou un antic regne del Senegal (1566-1886) situat entre els rius Senegal i Saloum. Els habitants del Cayor, són anomenats com adjor, o adior.
El nom Cayor vindria de les paraules wòlofs kadd i dior, designant respectivament un arbre i un tipus de sòl molt propi d'aquesta regió del Senegal. La paraula "dior" ha donat les paraules "adior", "Madior", etc. Paul Gaffarel deia (cal prendre aquestes paraules en el seu context perquè s'integren en una gestió que pretenia legitimar l'imperialisme francès i la destrucció de la cultura i de les institucions d'un país) d'aquest país que era "força estrany". Segons ell: "Es diria que era com un principat feudal de l'Europa a l'edat mitjana. Governat per un sobirà absolut, però del qual la pujada al tron era sovint marcada per sagnants revolucions; oprimit per una aristocràcia inquiete, els "tiédos", enemics de tot treball altre que la guerra; habitat per poblacions ferotges i fanatitzades, el Cayor, per la seva posició geogràfica entre les nostres dues metròpolis senegaleses podia esdevenir un veí perillós. Era d'altra banda un país desconegut. No estava regat més que per llacs i maresmes, i cobert de boscos que l'exuberant vegetació dels tròpics fa poc a prop impenetrables. També, a través d'aquests folrats espais faltaria l'aigua i els queviures, en aquest laberint inextricable on era fàcil preparar emboscades, i la lluita, si es començava, podia perllongar-se indefinidament." (Descripció del Kadior pels colonitzadors francesos)

## Història
Moltes investigacions atribueixen l'origen del nom Cayor a la paraula Kadior ; aquesta expressió composta de les paraules Kadd (arbre de la regió entre el riu Senegal i el Saloum) i Dior (que és el nom de la sorra vermella específica d'aquesta regió). La terra en wòlof antic fou anomenada Dior i la « mà dreta » anomenada «loxo ndeye dior» que vol dir «la mà que alimenta, com la nostra mare la terra»; els wòlofs mengen amb la mà dreta, i la terra, en una societat agrícola, simbolitza la mare, i la font de totes riqueses. Els habitants són així anomenats adiors i les famílies regnants adopten el qualificatiu de Maadior que significa « el que està per sobre dels Kadior ».
El Kadior era un regne vassall de l'imperi Djolof que es va fer independent l'any 1549. Segons les investigacions històriques, foren els impostos elevats i el sentiment d'humiliació (el Kadior havia de proporcionar la sorra al sobirà del Djolof, el que augmentava el sentiment de còlera de l'aristocràcia del Cayor) els que van provocar la separació. Però la principal causa seria el greuge personal, que el "bourba" Lélé Fouli Fak Ndiaye, havia infringit al Lamane Amary Ngoné Sobel Fall, el qual va desembocar en la gran batalla de Danki, gràcies a la qual el regne va poder assolir la seva independència. A continuació el sobirà del Kadior va agafar el títol de «Damel» (el que trenca [els llaços de vassallatge amb el Djolof]). Viatgers europeus i àrabs van relatar aquesta independència. El venecià Alvise Cadamosto va informar dels fets en el moment del seu viatge a les costes del Senegal al final del segle XVI. El Kadior, després de la seva independència va esdevenir a poc a poc un dels regnes més poderosos del Senegal, esdevenint més pròsper econòmicament que el Djolof.
El Kadior va tenir sovint, després de la seva independència, sotmès a vassallatge al seu veí del sud el Baol o Bawol. Més d'una desena de vegades es va poder veure al damel-teigne («Teigne » era el títol del sobirà del Baol) oferint tribut. El Kadior fou un dels regnes que més va guerrejar no només amb el Djolof i el Baol, sinó també contra els maures, i els marabuts islàmics especialistes de la gihad. Sota l'imam Naser al-Din dels berbers de Trarza, es van fer conquestes al Cayor. El Monitor du Sénégal publica un article de Yoro Diao del regnat del damel Ditiou-Maram (1681-1683), quan hi va haver una sublevació de musulmans. Yacine Boubou, mare del damel precedent, havia estat desposseïda del seu títol i es va casar amb Ndiaye Sal, cadi del Cayor que amb aquest suport influent es va revoltar al front dels musulmans del país i va derrotar i matar el damel que fou substituït el 1683 per Ma Fali, un nebot de Yacine Boubou però al cap de sis mesos fou assassinat per ordre del cadi per haver begut l'aigua de la vida (alcohol) d'amagat; llavors el bour (príncep) de Saloum Makhouredia-Coumba-Diodio (Amakodou Ndiaye 1654-1689), fils del Damel Massamba-Tako (no identificat) i d'una dona Guedoular (el que li havia permès el seu adveniment al Saloum), va intervenir al Cayor i va derrotar a Ndiaye Sal i es va fer elegir damel governant el Cayor i el Saloum.
El 1759 el país fou ocupat pel regne de Djolof, sota Bira Yamb; el damel Isa Bige va fugir al Waalo on va rebre suport del seu rei així com de l'emir de Trarza Ali Kouri Ould Amar i el 1760 va recuperar el seu regne matant al rei del Djolof en la batalla de Mbal.
El regne va tenir també conflictes contra els europeus, amb la colonització. El Kadior era temut, perquè era reputat pel seu exèrcit professional, la seva organització, i sobretot pel comportament extremadament violent dels seus guerrers. La província del Ndiambour, era l'única província del Cayor on els musulmans eren majoritaris. Aquesta província de Ndiambour més d'una vegada va voler fer-se independent, perquè no donava suport a la religió tradicional que practicaven els sobirans del Kadior; va aconseguir alguns vegades deslligar-se del regne, però el Kadior va aconseguir sempre reprendre la província. Abd al-Kadir, almamy del Futa Toro, un dels protagonistes de la revolució Torodo del Futa, va voler llançar un gihad contra el Kadior, reagrupar tot el seu exèrcit fins als estanys o marigots de la frontera entre el Kadior i el Waalo. El Ndiambour estava del costat de Abd al-Kadir i creia que amb la djihad, la província podria assolir la seva independència de manera definitiva, però el damel de Cayor de l'època, Amari Ndella Coumba Fall, va reunir els seus tiédos (guerrers) quan es va assabentar de les intencions de Abd al-Kadir. Aquest va ser agafat per sorpresa i batut pel Kadior. El damel va agafar l'almamy com ostage i el va retenir a la seva cort durant alguns mesos, on va ser ben tractat de manera a assegurar-se que l'almamy no atacaria més el Kadior. Des de llavors, cap més guerra santa fou llançada contra el Kadior.

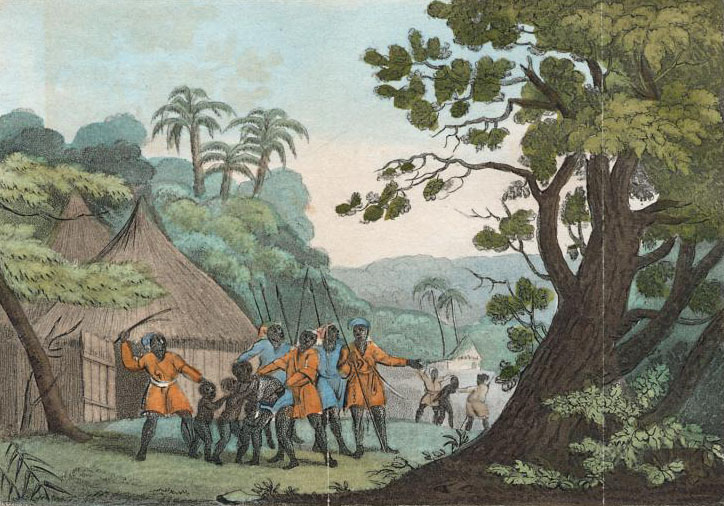
Poble del Cayor (1821)

Un altre episodi de la història del Kadior, és el que va oposar el cap de la comunitat lébou de l'època, Dial Diop, i el damel Amari Ndella Coumba Fall. Això era el 1812. El damel es lliurava sovint a exaccions contra els lébous que poblaven la península del Cap-Verd, vassalls del Kadior. Dial Diop va decidir de rebel·lar-se contra les persecucions i va lliurar diverses batalles contra les tropes del damel ; aquest va acabar per acceptar la secessió dels lébous, de poca importància a la vista de la petita superfície de la península del Cap Verd. La República Lébou es va crear llavors amb l'ajuda dels musulmans del Diambour, dels quals alguns van abandonar la província per instal·lar-se a la península després de la derrota de Abdul Kadir Kane, del qual havien esperat que islamitzaria el Kadior sencer. Al final del segle XIX, Lat Dior Ngoné Latir Diop va accedir al poder, en lloc de la seva germanastre (fou l'únic damel del patronímic "Diop" contràriament al que preveien les institucions del regne) i, per tant, no sorgit d'una família dominant de la part del seu pare). Lat Dior Diop fou igualment considerat com l'un dels més grans resistents contra la colonització francesa al Senegal, al mateix títol que Alboury Ndiaye, El Hadjdj Omar Tall o Sidya Ndaté Yalla Diop.
El 1865 el regne fou incorporat a la colònia francesa del Senegal, fins al 1871; però després en va quedar fora fins al 1883 quan hi fou altre cop incorporat arran de l'imminent repartiment d'Àfrica concretat al Congrés de Berlín del 1884 i 1885. El 6 d'octubre de 1886 l'estat fou abolit pels francesos.

## Població
Al Kadior hi havia diverses ètnies. Els wòlofs (o jòlofs) hi eren majoritaris i detenien el poder; hi havia també els peuls o fulbes, els tuculors, els sereres, els mandings, els lebus i els maures. Les ètnies es repartien segons les províncies, algunes ètnies eren majoritàries en certes províncies, però de manera general es trobava per tot arreu individus de totes les ètnies.

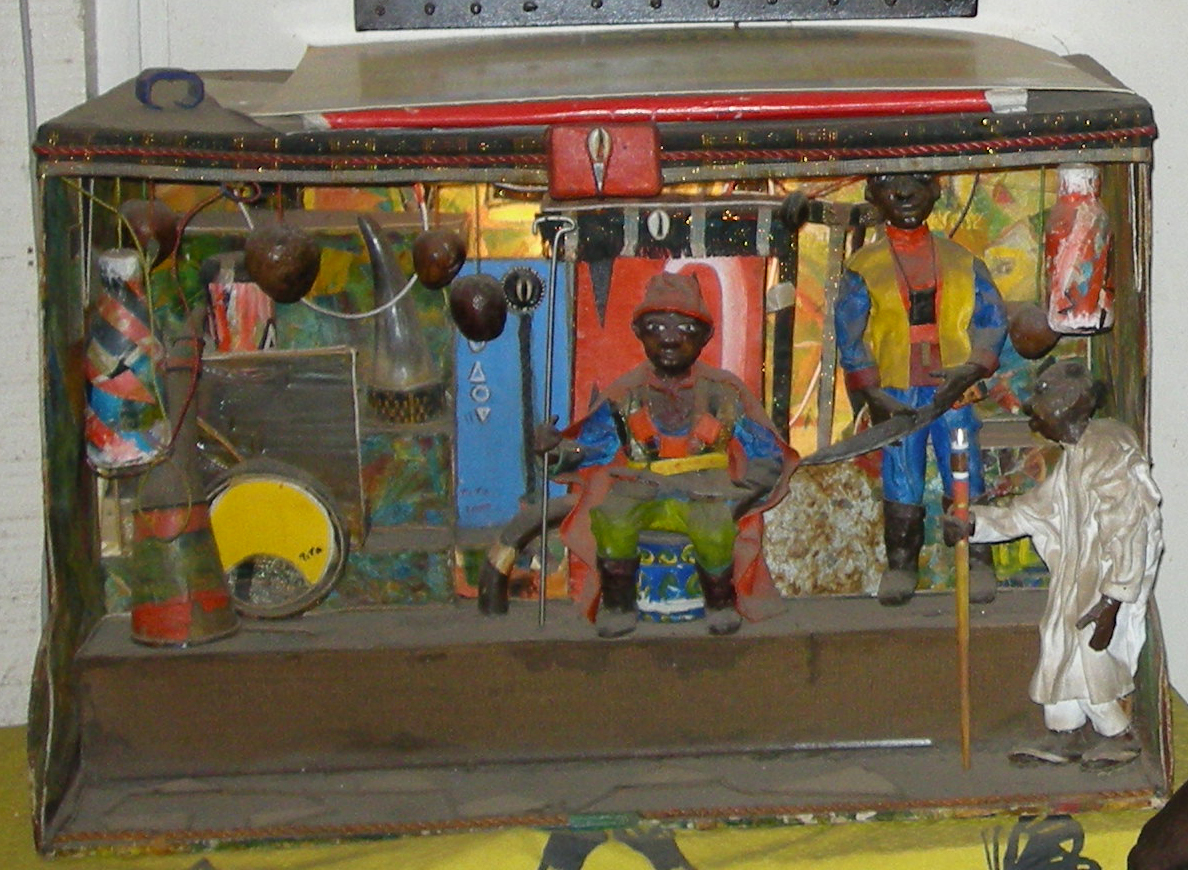
El filosof Kocc Barma Fall a la cort del damel del Kadior (instal·lació de Amadou Makhtar Mbaye)

## Les institucions del Kadior
El Kadior és un bonic exemple de monarquia electiva, on el sobirà era elegit per un col·legi de representants de cada classe social (compresos els esclaus de la corona). Una societat fortament jerarquitzada, un estat fort, estable (una sola dinastia al poder des de la dislocació de l'imperi Jolof), organitzat, amb una descentralització ben feta, una economia prospera, un exèrcit temut... el Kadior disposava d'institucions de qualitat, de les quals la més important era el damel.
El Kadior estava dirigit pel damel que era un monarca elegit entre un cert nombre de candidats. Set personatges tenien el dret d'escollir els candidats a aquest títol (que no podia ser en cap cas una dona). Formaven un consell convocat i presidit pel Dieuwrigne Mboul o gran Diaraff. Aquest Consell estava compost de:
- - Lamane Diamatif
- - Bataloupe Ndiobe
- - Batié Gateigne
- - Elimane Mbale
- - Serigne Kab
- - Dieuwrigne Mboul Gallo
- - Diaraff Bountou Keur

El Consell reunit, el Dieuwrigne Mboul declarava la sessió oberta i el candidat a damel era escollit pel Lamane Diamatif, el Bataloupe Ndiobe i el Batié Gateigne. Per ser candidat, calia ser membre de la família reial. El damel havia de ser nascut en el país d'un príncep o d'una princesa pertanyent a una branca de la família reial, de grau Diambour, Bédienne o Boumi Nguirane. El Dieuwrigne Mboul proclamava el candidat escollit com a damel del Kadior i li donava la investidura. Aquesta cerimònia era la següent: feien un munt de sorra d'aproximadament un metre d'altura, sobre el qual es dipositava el nou damel que era a continuació tret pels homes del Dieuwrigne Mboul. A continuació aquest abocava sobre el seu cap l'aigua extreta de les arrels de diferents arbres pronunciant la fórmula d'ús. Una vegada elegit, el damel nomenava els caps de província.
Es trobava al Kadior dels prínceps, dels nobles, dels pagesos, de la gent de casta i dels esclaus. Per damunt d'aquestes classes estava la família reial (Fall); estava dividida en dues branques: la branca Madior i la branca Guedj. La primera fou desposseïda de la tutela del tron des de la meitat del segle XVIII. La reialesa es transmetia per successió matrilineal (el que concedia un pes incommensurable a les dones en la vida política).
Una vegada a l'any, el damel reunia el seu poble per la seva al·locució tradicional.
Els esclaus del damel i dels prínceps eren tots guerrers (tiédos). Combatien a peu o a cavall. Formaven la guàrdia dels seus amos. Els tiédos feien de policia i en temps de pau, es difonien en el país observant tot el que es passava i informaven als seus amos.
La mort del Damel era mantinguda en secret durant vuit dies almenys; aquest temps era emprat a enterrar al difunt el més secretament possible. El lloc de la sepultura era sempre rodejat del més profund misteri, ja que si la branca que no regnava podia procurar-se un os del difunt, i principalment un omòplat, tenia la possibilitat de recuperar el tron.
Quan la sepultura havia tingut lloc, es vestia un maniquí amb la roba del difunt i la mort era anunciada. Els funerals oficials es feien amb gran pompa: els caps i el poble acudien en multitud, i el maniquí era confiat a la terra.
Els lamans s'havien de presentar cada any davant el damel per restituir els impostos. En cas d'impagament dels impostos, les comunitats camperoles i els lamanats corrien grans riscos, perquè el damel i l'aristocràcia del Kadior practicaven molt regularment el pillatge (lël) i la presa de ostages, molts eren també allistats per la força a l'exèrcit. La pagesia, que formava la classe dels Badolo, era la més tocada per aquestes exaccions. L'impost era sobretot agrícola. Tota la societat del Cayor conreava, de la noblesa fins a les castes les més baixes en la jerarquia.

## Economia
El Kadior vivia del comerç atlàntic, (que havia començat amb l'arribada dels primers europeus) al final del segle xiv, de l'agricultura, de la ramaderia, de la pesca, del comerç de la goma aràbiga i altres productes que rebia del comerç amb, els altres estats africans, els europeus i els estats de Mauritània. Amb l'arribada dels Europeus i el començament del comerç atlàntic, certes factories comercials van ser construïdes; al començament pagaven impostos al damel, abans de prendre la seva autonomia amb la impulsió de la colonització al segle xix. És el cas en principi dels territoris que, com Dakar, van ser cedits als europeus en virtut d'acords amb els lebus i el famós serigne Ndakarru, en els anys 1850. Uns altres territoris, antigues factories de la costa atlàntica, van ser represos als portuguesos (primers europeus al Senegal) pels francesos: és el cas de Gorée (que va passar als holandesos i als britànics diverses vegades), i l'establiment de Portudal, més tard Rufisque (Rio Fresco). Al nord, la creació de la factoria de Sant-Louis va permestre als territoris limítrofs pertanyents al Kadior d'enriquir-se i de manifestar veleitats d'independència; aquest va ser el cas per exemple de la província cayoriana del Gandiol.
La societat adior fou una societat de castes, que eren corporacions familiars, resultant d'una repartició de les tasques a la societat. Les castes practicaven l'endogàmia.

## Reis (damels)
- 1549 Detye Fu-N'-Diogu
- 1549 - 1593 Amari I
- 1593 - 1600 Samba I
- 1600 - 1610 Khuredya
- 1610 - 1640 Biram Manga
- 1640 - 1647 Dauda Demba
- 1647 - 1664 Dyor
- 1664 - 1681 Birayma Yaasin-Bubu
- 1681 - 1683 Detye Maram N'Galgu
- 1683 - 1684 Faly
- 1684 - 1691 Khureda Kumba Dyodyo
- 1691 - 1693 Birayma Mbenda-Tyilor
- 1693 Dyakhere
- 1693 - 1697 Dethialaw
- 1697 - 1719 Lat Sukabe
- 1719 - 1748 Isa-Tende
- 1748 - 1749 Isa Bige (primera vegada)
- 1749 - 1757 Ma-Bathio Samb
- 1757 - 1758 Birima Kodu
- 1758 - 1759 Isa Bige (segona vegada)
- 1759 - 1760 Birima Yamb
- 1760 - 1763 Isa Bige Nagone (tercera vegada)
- 1763 - 1766 Jor Yasin Isa
- 1766 - 1777 Kodu Kumba
- 1777 - 1790 Birima Fatim-Penda
- 1790 - 1809 Amari Ngone Ndèla Kumba Fal
- 1809 - 1832 Biram Fatma Cub Fal
- 1832 - 1855 Maysa Tènde Jor Samba Fal
- 1855 - 1860 Birima Ngone Latir Fal
- 1860 - 1861 Ma-Kodu Kumba Yande Fal
- 1861 Ma-Jojo Jegeñ Kodu Fal (primera vegada)
- 1862 - 1864 Lat Jor Ngone Latir Jop (primera vegada)
- 1864 - 1868 Ma-Jojo Jegeñ Kodu Fal (segona vegada)
- 1871 - 1882 Lat Jor Ngone Latir Jop (segona vegada)
- 1883 Amari Ngone Fal
- 1883 - 1886 Samba Laobe Fal